# Lahcen Babaci
Lahcen Babaci, född 4 maj 1957, är en algerisk friidrottare. Han deltog vid olympiska sommarspelen 1980.